# Ell (Luksemburg)
Ell − miejscowość i gmina (gemeng / commune / Gemeinde) w zachodnim Luksemburgu, w kantonie Redange. Do 3 października 2015 gmina leżała w dystrykcie Diekirch. Siedziba administracyjna gminy znajduje się w miejscowości Ell. Liczy 1582 mieszkańców (1 stycznia 2023). Graniczy z Belgią.

## Podział administracyjny
Do gminy należy pięć miejscowości, w tym pięć (Uertschaft) oraz żaden lieu-dit:
1. Colpach-Bas (Nidderkolpech / Niedercolpach)
2. Colpach-Haut (Uewerkolpech / Obercolpach)
3. Ell
4. Petit-Nobressart (Kleng Elchert / Klein-Elcheroth)
5. Roodt (Rued)